# Calliostoma haliarchus
Calliostoma haliarchus is een slakkensoort uit de familie van de Calliostomatidae. De wetenschappelijke naam van de soort is voor het eerst geldig gepubliceerd in 1889 door Melvill.